# الأهلية للطيران
الأهلية للطيران، شركة طيران مصرية خاصة.

## الأسطول
الأسطول الجوي لشركة الأهلية للطيران يتكون من الطائرات التالية: